# Bobô
Deyvison Rogério da Silva detto Bobô (Gravatá, 9 gennaio 1985) è un ex calciatore brasiliano, di ruolo attaccante.

## Carriera
Bobô cresce e si forma calcisticamente nel Corinthians con i quali colleziona 32 presenze e cinque reti nei tre anni di permanenza nel Timaõ, conquistando un campionato brasiliano nel 2005.

### Besiktas

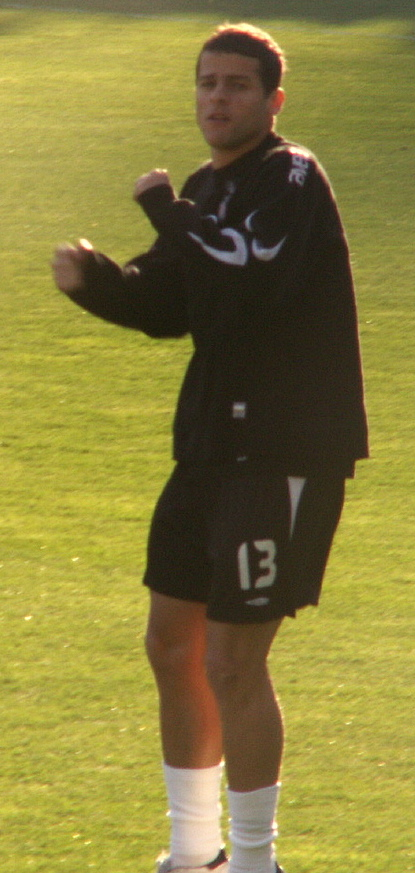
Bobô durante un allenamento.

Nel 2005 passa al Beşiktaş e nella stagione 2006-2007 è il miglior marcatore della squadra con 20 reti in tutte le competizioni.
Nella stagione 2007-2008 parte segnando tre reti in tre partite, in particolare contro lo Sheriff Tiraspol durante i preliminari di Champions League.
Il 25 ottobre 2007 segna il gol della vittoria durante la fase a gironi di Champions League contro il Liverpool.
Il 10 novembre 2007 segna il 38º gol con il Besiktas, durante il match di campionato col Sivasspor finito con una sconfitta per 1-2, superando il bosniaco Mersad Kovačević e divenendo il miglior marcatore nella storia dei Turchi.

### Gremio
Il 25 luglio 2015 firma un contratto con il Grêmio fino al termine del 2016.

### Sydney FC
Il 17 agosto 2016 firma con gli australiani del Sydney FC, uno dei team più importanti della A-League.
Fa il suo debutto in FFA Cup segnando un gol e facendo gli assist per le altre due reti contro il Blacktown City.
Il 3 marzo 2017 segna una rete importantissima per la corsa al titolo contro il Melbourne Victory.
Termina la stagione con 15 reti ed il titolo di Campione d'Australia che mancava agli Sky Blues dalla stagione 2009-2010. Dopo aver trascorso due anni tra Turchia, India e Brasile, il 1º gennaio 2021 fa ritorno agli Sky Blues.

### Nazionale
Il 4 febbraio 2008 viene convocato nella nazionale brasiliana per sostituire l'infortunato Alexandre Pato per l'amichevole contro la nazionale irlandese, nella quale tuttavia non scende in campo.

## Statistiche
Statistiche aggiornate al 27 giugno 2021.
| Stagione           | Squadra            | Campionato         | Campionato | Campionato | Coppe nazionali | Coppe nazionali | Coppe nazionali | Coppe continentali | Coppe continentali | Coppe continentali | Altre coppe | Altre coppe | Altre coppe | Totale | Totale |
| Stagione           | Squadra            | Comp               | Pres       | Reti       | Comp            | Pres            | Reti            | Comp               | Pres               | Reti               | Comp        | Pres        | Reti        | Pres   | Reti   |
| ------------------ | ------------------ | ------------------ | ---------- | ---------- | --------------- | --------------- | --------------- | ------------------ | ------------------ | ------------------ | ----------- | ----------- | ----------- | ------ | ------ |
| 2005               | Corinthians        | A                  | 14         | 3          | CB              | -               | -               |                    | 0                  | 0                  | -           | -           | -           | 14     | 3      |
| 2005-2006          | Beşiktaş           | SL                 | 14         | 5          | TK              | 7               | 4               |                    | -                  | -                  |             | -           | -           | 21     | 9      |
| 2006-2007          | Beşiktaş           | SL                 | 27         | 11         | TK              | 9               | 7               |                    | -                  | -                  | ST          | 1           | 0           | 37     | 18     |
| 2007-2008          | Beşiktaş           | SL                 | 21         | 10         | TK              | 3               | 1               | UCL                | 10                 | 4                  | ST          | 1           | 1           | 35     | 16     |
| 2008-2009          | Beşiktaş           | SL                 | 32         | 11         | TK              | 8               | 7               | UEL                | 4                  | 1                  |             | -           | -           | 44     | 19     |
| 2009-2010          | Beşiktaş           | SL                 | 29         | 12         | TK              | 3               | 1               | UCL                | 5                  | 1                  | ST          | 1           | 0           | 38     | 14     |
| 2010-2011          | Beşiktaş           | SL                 | 21         | 8          | TK              | 8               | 4               | UEL                | 12                 | 4                  |             | -           | -           | 41     | 16     |
| Totale Beşiktaş    | Totale Beşiktaş    | Totale Beşiktaş    | 146        | 57         |                 | 30              | 22              |                    | 27                 | 10                 |             | 2           | 1           | 203    | 90     |
| 2011               | Cruzeiro           | A                  | 7          | 1          |                 | -               | -               | -                  | -                  | -                  | -           | -           | -           | 7      | 1      |
| 2012               | Cruzeiro           | M1/MG+A            | 3+0        | 1+0        | CB              | 1               | 0               |                    | -                  | -                  | -           | -           | -           | 4      | 1      |
| Totale Cruzeiro    | Totale Cruzeiro    | Totale Cruzeiro    | 10         | 2          |                 | 1               | 0               |                    | -                  | -                  |             | -           | -           | 11     | 2      |
| 2012-2013          | Kayserispor        | SL                 | 31         | 18         |                 | -               | -               | -                  | -                  | -                  | -           | -           | -           | 31     | 18     |
| 2013-2014          | Kayserispor        | SL                 | 16         | 3          | TK              | 3               | 1               | -                  | -                  | -                  | -           | -           | -           | 19     | 4      |
| 2014-2015          | Kayserispor        | 1L                 | 19         | 11         | TK              | 5               | 1               | -                  | -                  | -                  | -           | -           | -           | 24     | 16     |
| Totale Kayserispor | Totale Kayserispor | Totale Kayserispor | 66         | 32         |                 | 8               | 1               |                    | -                  | -                  |             | -           | -           | 74     | 33     |
| 2015               | Gremio             | A                  | 20         | 5          | CB              | 3               | 1               |                    | 13                 | 6                  |             | -           | -           | 23     | 6      |
| 2016               | Gremio             | A1/GAU+A           | 15+9       | 6+1        | CB              | -               | -               | CL                 | 6                  | 1                  | PL          | 2           | 0           | 32     | 8      |
| Totale Grêmio      | Totale Grêmio      | Totale Grêmio      | 44         | 12         |                 | 3               | 1               |                    | 6                  | 1                  |             | 2           | 0           | 55     | 14     |
| 2016-2017          | Sydney FC          | AL                 | 29         | 15         | FFA             | 4               | 1               | ACL                | 2                  | 0                  |             | -           | -           | 35     | 16     |
| 2017-2018          | Sydney FC          | AL                 | 27         | 27         | FFA             | 5               | 8               | ACL                | 4                  | 1                  | -           | -           | -           | 36     | 36     |
| 2018-2019          | Alanyaspor         | SL                 | 11         | 0          | TK              | 3               | 3               | -                  | -                  | -                  | -           | -           | -           | 14     | 3      |
| 2019-2020          | Hyderabad          | ISL                | 13         | 5          | SC              | 0               | 0               | -                  | -                  | -                  | -           | -           | -           | 13     | 5      |
| 2020               | Oeste              | B                  | 6          | 1          | CB              | -               | -               | -                  | -                  | -                  | -           | -           | -           | 6      | 1      |
| 2021               | Sydney FC          | AL                 | 23         | 12         |                 | -               | -               |                    | -                  | -                  |             | -           | -           | 23     | 12     |
| Totale Sydney FC   | Totale Sydney FC   | Totale Sydney FC   | 79         | 54         |                 | 9               | 9               |                    | 6                  | 1                  |             | -           | -           | 94     | 64     |
| Totale carriera    | Totale carriera    | Totale carriera    | 354        | 155        |                 | 39              | 29              |                    | 48                 | 13                 |             | 5           | 1           | 447    | 199    |

### Record

#### In A-League
- Calciatore ad aver segnato più reti (27) in una singola stagione del campionato australiano.

#### Con il Sydney FC
- Calciatore ad aver segnato più reti (27) in una singola stagione del campionato australiano.

## Palmarès

### Club

#### Competizioni statali
- Campionato Mineiro: 1

Cruzeiro: 2011

#### Competizioni nazionali
- Campionato brasiliano: 1

Corinthians: 2005
- Coppa di Turchia: 4

Beşiktaş: 2005-2006, 2006-2007, 2008-2009, 2010-2011
- Supercoppa di Turchia: 1

Beşiktaş: 2006
- Campionato turco: 1

Beşiktaş: 2008-2009
- TFF 1. Lig: 1

Kayserispor: 2014-2015
- Premier's Plate: 2

Sydney FC: 2016-2017, 2017-2018
- Campionato australiano: 1

Sydney FC: 2016-2017
- FFA Cup: 1

Sydney FC: 2017

### Individuale
- Capocannoniere della FFA Cup: 1

2017 (8 reti)
- Capocannoniere dell'A-League: 1

2017-2018 (27 reti)